# Route 503 (Terre-Neuve-et-Labrador)
Pour les articles homonymes, voir Route 503.
La route 503 est une route provinciale tertiaire de la province canadienne de Terre-Neuve-et-Labrador située dans le sud-ouest du Labrador. D'orientation nord-ouest/sud-est, elle relie les villes de Labrador City et Wabush sur une distance de seize kilomètres. Elle est une route faiblement à moyennement empruntée et son revêtement est asphalté sur l'entièreté de son tracé. Elle est aussi nommée Labrador City-Wabush Road.

## Communautés traversées
- Labrador City
- Wabush